# Humming Bird Records
 (mai 2020).
 (mai 2020).
 (mai 2025).
Motif : absence de sources attestant la notoriété de ce label, et le défaut est le même sur l'article en anglais. Par ailleurs l'article est orphelin
- Archive Wikiwix
- Bing
- Cairn
- DuckDuckGo
- E. Universalis
- Gallica
- Google
- G. Books
- G. News
- G. Scholar
- Persée
- Qwant
- (zh) Baidu
- (ru) Yandex
- (wd) trouver des œuvres sur Wikidata

| 1. | Préciser le motif de la pose du bandeau. | Précisez le motif de la pose du bandeau en utilisant la syntaxe suivante : {{admissibilité à vérifier\|date=mai 2025\|motif=remplacez ce texte par le motif}}                             |
| 2. | Informer les utilisateurs concernés.     | Pensez à avertir le créateur de l'article, par exemple, en insérant le code ci-dessous sur sa page de discussion : {{subst:avertissement admissibilité à vérifier\|Humming Bird Records}} |

Humming Bird Records (souvent appelé Hummingbird Records) est une ancienne maison de disques américaine du milieu du XXe siècle basée à Waco (Texas).

## Historique
Ce label a produit des artistes locaux et régionaux de divers genres : des musiciens cajuns, comme Harry Choates, et des polkas et valses du Texas (Frank Kubin, Rhin Winkler…). 
Humming Bird a d'abord sorti des 78 tours avant de passer à des 45 tours.